# Douglas M
Le Douglas M est un biplan de transport monomoteur conçu et réalisé aux États-Unis par la société Douglas. Il est spécialement adapté au liaisons postales aériennes.

## Historique

### Développement
Au tout début de l'année 1925 l'US Post Office Department fit savoir qu'il recherchait un nouvel avion postal destiné à remplacer ses vieux biplans Airco DH.4 d'origine britannique acquis au lendemain de la Première Guerre mondiale. Ceux-ci, d'anciens bombardiers légers démilitarisés, étaient alors usés totalement. L'US Post Office Department chargea alors Douglas de développer un tel avion à partir de son biplace de reconnaissance et d'observation O-2.
Le nouvel avion fut rapidement développé sous la désignation de Douglas Air Mail. Ce nouvel avion reprenait les grandes lignes du O-2. Cependant le cockpit était désormais monoplace. Le pilote s'installait en fait dans l'ancien emplacement de l'observateur. De ce fait il se retrouvait particulièrement reculé par rapport aux plans de voilure. Le choix de la propulsion se porta sur le moteur à douze cylindres en V liberty 12 d'une puissance de 405 chevaux, un moteur particulièrement répandu à cette époque aux États-Unis.
La conception et la production du prototype du Douglas Air Mail fut assez rapides. En mai 1925 le prototype réalisait son premier vol. Quelques modifications y furent apportées à la demande de Western Air Express la compagnie alors chargée de les exploiter pour le compte des postes américaines. Ces modifications permettait notamment le transport d'un passager en lieu et place du courrier. Dès lors l'avion reçut la désignation officielle de Douglas M, cette lettre signifiant Mailplane, soit avion postal en Français.
Les avions de série furent pris en compte en tant que Douglas M-2. Deux sous-versions furent développés, le Douglas M-3 d'abord qui ne s'en différenciait que par des différences minimes, notamment au niveau des radiateurs. Mais surtout le Douglas M-4 dont le fuselage avait été rallongé d'un mètre et quarante-sept centimètres. Plusieurs M-3 et M-4 ont été remotorisés entre 1930 et 1931 avec des moteurs en étoile Pratt & Whitney R-1690-5 Hornet d'une puissance nominale de 530 chevaux.

### Vols commerciaux
Les Douglas M furent utilisés pour le compte de l'US Post Office Department entre 1925 et 1935. En 1926 l'ensemble du transport postale aérien américain fut privatisé et les avions alors en dotation étatique furent reversés à Western Air Express. 
Après l'échec de l'Aeromarine AM la compagnie aérienne National Air Transport (en) se reporta sur le Douglas M-3.
En 1935 l'ensemble des Douglas M fut retiré du service à la demande de l'US Post Office Department. À cette époque en effet des avions plus modernes avaient fait leur apparition dans le ciel américain, tel les Ford 5-AT et Fokker F.10.
Cependant un exemplaire demeura en service jusqu'en 1941, il s'agissait du prototype conservé par le constructeur Douglas pour des besoins de servitude et de soutien aux essais en vol.
En 1956 Western Air Express fit reprendre les airs à un de ses anciens avions pour célébrer son trentième anniversaire.

### Utilisateurs
- Douglas, de 1925 à 1941.
- US Post Office Department, de 1925 à 1926.
- Western Air Express, de 1925 à 1933.
- National Air Transport (en), de 1926 à 1935.

## Aspects techniques

### Description
Le Douglas M est un avion postal biplan monoplace de construction mixte en bois entoilé et métal. Son propulseur principal est le moteur à douze cylindres en V liberty 12 d'une puissance de 405 chevaux entraînant une hélice bipale en bois. Il dispose d'un train d'atterrissage classique fixe. Si certaines versions ont été dotés d'une roulette de queue la majorité des avions possédaient un simple patin. En outre il possédait un empennage de taille moyenne.

### Désignations
- Douglas Air Mail, désignation d'origine de l'avion.
- Douglas M, désignation générale de l'avion.
  - Douglas M-1, désignation attribuée au prototype de l'avion.
  - Douglas M-2, désignation attribuée à la première version de série, construite à sept exemplaires.
  - Douglas M-3, désignation attribuée à la deuxième version de série, construite à trente exemplaires.
    - Douglas M-3A, désignation attribuée à une sous-version de série du M-3 dotée de moteurs en étoile Pratt & Whitney Hornet, construite à deux exemplaires.

  - Douglas M-4, désignation attribuée à la deuxième version de série, construite à quarante exemplaires.
    - Douglas M-4A, désignation attribuée à une sous-version de série du M-4 dotée de moteurs en étoile Pratt & Whitney Hornet, construite à cinq exemplaires.

Il est à remarquer que plusieurs Douglas M-4 sont en réalité des M-3 transformés.

## Préservation
Un Douglas M-2 est préservé au sein du National Air and Space Museum dans la livrée de Western Air Express.